# Le Meillard
Le Meillard è un comune francese di 166 abitanti situato nel dipartimento della Somme nella regione dell'Alta Francia.

## Società

### Evoluzione demografica
Abitanti censiti